# The Misfits (band)
The Misfits is een in 1977 opgerichte horror- en hardcorepunkband, door Glenn Danzig in Lodi, New Jersey.

## Biografie
Met Glenn Danzig als zanger en op keyboard, Jerry Caiafa op bas en Manny op drums. In deze bezetting namen ze Cough/Cool op. Danzig schreef hier de naam van Jerry op de single verkeerd, iets wat Glenn vaker deed, waardoor Jerry besloot zijn stage naam te veranderen in Jerry Only. Mr. Jim verving Manny op de drums en Frank "Franché Coma" LiCata kwam bij de band om de elektrische gitaar te bespelen. Ze namen de ep Bullet op die gelijk hun steeds meer naar horror  neigende imago liet zien. John F. Kennedy was op de cover te zien terwijl hij neergeschoten werd, over hetzelfde thema ging het nummer Bullet. Bobby Steele komt vervolgens bij de band om Franché Coma op gitaar te vervangen. Ook met hem nemen ze een ep op, namelijk een livealbum genaamd Evilive. Hun fanbase wordt steeds groter en ze besluiten een Europese toer te doen met The Damned. Jerry zijn jongere broer Doyle, die toch al regelmatig mee oefende, vervangt op 16-jarige leeftijd Bobby Steele.
De Europese toer is echter na één show al voorbij omdat Danzig in gevecht komt met een stel skinheads en in de cel belandt. Hier schrijft hij het nummer "London Dungeon". Na wederom wat wisselingen op de drums hebben ze hun bekendste en volgens sommige ook hun All Star Line up: Glenn Danzig op zang, Jerry Only op basgitaar, Doyle op gitaar en Arthur Googy op drums.
Door de jaren heen werd er een trouwere fanbase opgebouwd. De zogenaamde Fiends, een term voor Misfits fans, werd alsmaar uitgebreider en al snel veroverde de Misfits de wereld van de underground hardcorescene. Langzaam echter groeide bij Glenn Danzig het ongenoegen met de band en tijdens een Halloween-show met toegenomen spanningen, einde oktober 1983, kondigde de zanger aan dat het ook hun laatste zou zijn. Twee maanden later kwam hun tweede plaat Earth A.D./Wolfs Blood uit. Deze bezit veel thrash elementen. De sound is ook wat donkerder en sneller. Een van hun grootste hits, "Die! Die! My Darling" (onder andere gecoverd door Metallica) staat hier ook op.
De band was een inspiratiebron voor de Palm Desert Scene band Kyuss.

### Uiterlijk van de band
De kenmerken op het gebied van uiterlijk zijn: Witte make-up met zwart onder de ogen, De beroemde Devilock, sommige van de kledingstukken doen denken aan KISS maar dan minder extreem.

### 1983 en verder
In 1983 viel de band uit elkaar en ging ieder zijn eigen weg. Glenn Danzig richtte zijn eigen horrorrockband op, die aanvankelijk bekendheid kreeg onder de naam Samhain, maar deze zou na vier albums verdergaan als de metalband Danzig, terwijl Jerry Only met zijn broer Doyle, Wolfgang Von Frankenstein, een white metal band opstartte, genaamd Kryst the Conqueror. Kryst The Conqueror heeft echter alleen instrumentale nummers opgenomen en nooit officieel getoerd of een album uitgebracht.
In 1994 won Jerry Only een rechtszaak tegen Glenn Danzig en kreeg zo alle rechten die hij nodig had om de Misfits te doen herleven. Dit gebeurde in 1995, waarna de band (Only en Von Frankenstein) een oproep had gedaan waarin zij nieuwe bandleden zochten voor de reïncarnatie van de Misfits. Fiends van het eerste uur zien dit als de Newfits of Ressurected Misfits. Hierbij meldde zich een nieuwe drummer aan, Dr. Chud (die overigens ook in Kryst the Conqueror meegespeeld had) en de nieuwe vocalist, genaamd Michale Graves.  Nieuwe albumsessies begonnen en zo werd er in 1997 het album American Psycho uitgebracht. In datzelfde jaar kwam ook een altijd verborgen gebleven release uit de Danzig-tijd uit: Static Age. Dit was hun eerste volledige release, maar door omstandigheden was Static Age nooit in zijn geheel uitgegeven. Delen ervan waren wel al op de verzamelaar Legacy of Brutality te horen.
Twee jaar later volgde ook nog Famous Monsters en daarna was het over voor deze line-up. Fans van het eerste uur vonden deze versie van de band een aanfluiting, maar het bleek wel een groter commercieel succes, ook vanwege de imagoverandering. Het oude ruige horrorimago was ingeruild voor een meer cartoonesk imago en ook de scheldwoorden waren niet langer onderdeel van hun teksten.
Een woordenwisseling tussen frontman Jerry Only en Michale Graves zorgde ervoor dat zowel Graves als Dr. Chud uit de groep stapten en zich voortaan bezig hielden met andere projecten, zoals de oprichting van bands als Graves, Gotham Road en Dr. Chud's X-Ward. Ook Doyle Wolfgang Von Frankenstein besloot zich niet langer met de Misfits bezig te houden.
In 2003 trachtte Jerry Only nieuwe leden naar zich toe te trekken en maakte zo een deal met voormalig Black Flag-lid Dez Cadena en drummer Marky Ramone om zo een volledig nieuwe Misfits line-up neer te zetten. En zo kwam er ook weer een nieuw album genaamd Project 1950, waarop diverse covers, in geheel eigen stijl, te vinden zijn uit de jaren '50 en '60.
In mei 2016 kondigden Danzig, Only en Doyle aan dat ze voor het eerst in 33 jaar samen zouden optreden, onder de naam The Original Misfits. In september van dat jaar trad de Misfits line-up van Danzig, Only en Doyle dan ook op, samen met gitarist Acey Slade en drummer Dave Lombardo, tijdens twee reünieshows op het Riot Fest in Chicago en Denver.

## Leden

### Huidige leden
- Glenn Danzig – zang (1977-1983, 2016-heden)
- Jerry Only - basgitaar (1977-1983, 1995-heden), achtergrondzang (1977-1983, 1995-2000, 2016-heden), zang (2000-2016)
- Doyle Wolfgang von Frankenstein - gitaar (1980–1983, 1995–2001, 2016–heden), achtergrondzang (1982)
- Acey Slade - gitaar, achtergrondzang (2016-heden)
- Dave Lombardo - drums (2016-heden)

### Voormalige leden
- Mr. Jim - drums (1977, 1978)
- Jimi Battle – gitaar (1977)
- Diane DiPiazza – basgitaar (1977)
- Manny Martinez – drums (1977)
- Franché Coma - gitaar, achtergrondzang (1977-1978)
- Bobby Steele - gitaar, achtergrondzang (1978-1980)
- Joey Image - drums (1978-1979; overleden in 2020)
- Arthur Googy - drums (1979-1982)
- Robo - drums (1982-1983, 2005-2010)
- Dr. Chud - drums (1995-2000)
- Michale Graves - zang (1995–2000)
- Dez Cadena - gitaar, achtergrondzang (2001-2015)
- Marky Ramone - drums (2001-2005)
- Chupacabra - drums (2010-2016)
- Jerry Other - gitaar, achtergrondzang (2014-2016)

## Discografie
Studioalbums
- 1982 Walk Among Us
- 1983 Earth A.D./Wolfsblood
- 1997 American Psycho
- 1997 Static Age(opgenomen in 1978)
- 1999 Famous Monsters
- 2003 Project 1950
- 2011 Devil's Rain

Livealbums
- 1982 Evilive (ep, later met bonustracks released)
- 1998 Evilive II

Ep's
- 1978 Bullet
- 1980 Beware
- 1981 3 Hits From Hell
- 1984 Die! Die! My Darling

Singles
- 1977 Cough/Cool / She
- 1979 Horror Business
- 1979 Night of the Living Dead
- 1981 Halloween
- 1997 Dig up her Bones

Verzamelalbums (alle met Danzig als zanger)
- 1985 Legacy of Brutallity
- 1986 Collection I (Misfits)
- 1995 Collection II
- 1996 Misfits Box Set
- 2001 12 Hits From Hell (de uitgave hiervan werd op het laatste moment stopgezet)